# White Wilderness
White Wilderness é um documentário estadunidense de 1958 dirigido e escrito por James Algar. Venceu o Oscar de melhor documentário de longa-metragem na edição de 1959.
Esse filme foi o responsável por propagar o mito de que lêmingues cometeriam suicídio pulando de penhascos.

## Elenco
- Winston Hibler - narrador